# ناثان ويلي
ناثان ويلي هو كاتب أغاني ومغني كندي، ولد في 1977 في سمرسايد، كندا ‏ في كندا.

## وصلات خارجية
- الموقع الرسمي
- ناثان ويلي على موقع ميوزك برينز (الإنجليزية)
- ناثان ويلي على موقع أول ميوزيك (الإنجليزية)
- ناثان ويلي على موقع ديسكوغز (الإنجليزية)